# Thomas Olofsson
Thomas Olofsson, född 1976 och uppväxt i Piteå, är en svensk politiker som 2009 valdes till ordförande för Folkpartiet i Norrbotten. Han är (2009) heltidspolitiker som ledamot i kommunfullmäktige och kommunstyrelsen, samt gruppledare för Folkpartiet i Luleå.